# Harrsjön, Dalarna
Harrsjön är en sjö i Älvdalens kommun i Dalarna och ingår i Dalälvens huvudavrinningsområde. Sjön har en area på 0,114 kvadratkilometer och ligger 750,3 meter över havet.

## Delavrinningsområde
Harrsjön ingår i det delavrinningsområde (685221-130842) som SMHI kallar för Mynnar i Lilla Härjån. Medelhöjden är 836 meter över havet och ytan är 12,65 kvadratkilometer. Det finns inga avrinningsområden uppströms utan avrinningsområdet är högsta punkten. Vattendraget som avvattnar avrinningsområdet har biflödesordning 4, vilket innebär att vattnet flödar genom totalt 4 vattendrag innan det når havet efter 522 kilometer. Avrinningsområdet består mestadels av skog (94 procent). Avrinningsområdet har 0,11 kvadratkilometer vattenytor vilket ger det en sjöprocent på 5,8 procent.